# Síndrome de Bartleby
Síndrome de Bartleby é o nome que se dá ao fato de alguns autores, principalmente após atingirem o êxito literário, pararem de produzir novas obras. O nome da síndrome foi dado por Enrique Vila-Matas em seu livro "Bartleby & Companhia", baseado no romance "Bartleby, o Escrivão", de Herman Melville, em que o escrivão começa a "preferir não fazer" suas tarefas e, por fim, acaba não fazendo nada, até que, ao final, "prefere não comer" e padece em uma prisão.
O livro de Vila-Matas mostra os vários casos de Bartleby da literatura mundial, contando "a história de um escritor que, para quebrar a abstinência de 25 anos sem escrever, resolve fazer um diário com casos de silêncio na literatura. Assim, ele reúne uma série de curiosidades em torno de escritores que foram acometidos pelo mal de Bartleby, este um misterioso personagem de Hermann Melville que de repente torna-se apático e passa dias inteiros sem fazer nada. É o caso do jovem Clément Cadou, que depois de se encontrar com Witold Gombrowicz, um dos seus escritores preferidos, sentiu-se como uma peça de mobília perto do ídolo e, por isso, abandonou a promissora carreira literária para se dedicar à pintura de auto-retratos – guardas-roupas, sofás e poltronas.
Os motivos para a renúncia à literatura são muitos e as desculpas mostram que não foi por falta de imaginação. O francês Rimbaud, por exemplo, deixou de escrever poemas aos 19 anos para traficar armas na África. O mexicano Juan Rulfo teve na morte do seu tio Celerino, que sempre lhe contava histórias inspiradoras, a justificativa para o silêncio.
Já o espanhol Felipe Alfau culpou a língua inglesa, pois, segundo ele, ao aprender o inglês, passou a reparar em novas questões e se viu inseguro para continuar a escrever. Outro caso interessante é a de Robert Walser, que abandonou a literatura por discordar da sua fama, porque ela dava um sentido de propriedade aos textos, quando, para ele, a obra deixa de ser do autor quando é recriada pelos leitores."